# سینه‌پهلو پنوموسیستیس
 سینه‌پهلو پنوموسیستیس (به انگلیسی: Pneumocystis pneumonia) گونه‌ای از سینه‌پهلو می‌باشد که توسط پنوموسیستیس جیرووسی (به انگلیسی: Pneumocystis jirovecii) ایجاد می‌گردد.

## پنوموسیستیس جیرووسی
پنوموسیستیس جیرووسی (به انگلیسی: Pneumocystis jirovecii) نوعی قارچ مانند مخمر و یک ارگانیسم یوکاریوتی (یاخته دارای هسته سلولی) است که در انسان موجب بروز گونه‌ای عفونت ریوی به نام سینه‌پهلو پنوموسیستیس، به ویژه در افراد دچار ضعف ایمنی و مبتلایان به عفونت ایدز می‌شود. این قارچ قبلاً پنوموسیستیس کارینی (Pneumocystis Carinii) نامیده می‌شد.

## نشانه‌ها و شناسایی سینه‌پهلو پنوموسیستیس

رادیوگرافی قفسه سینه بیمار مبتلا به سینه‌پهلو پنوموسیستیس

نشانه‌های شایع سینه‌پهلو پنوموسیستیس شامل مواردی چون تب، سرفه، تنگی نفس، کاهش وزن، عرق کردن شبانه، خلط سینه، پنوموتوراکس، هیپوکسی و وجود لاکتات دهیدروژناز در خون می‌باشد.
سینه‌پهلو پنوموسیستیس به‌طور معمول توسط رادیوگرافی قفسه سینه شناسایی می‌شود که در صورت وجود بیماری نشان دهندهٔ فشار گاز در خون سرخرگی پایین‌تر از حد عادی و ترشحات ریوی خواهد بود. سینه‌پهلو پنوموسیستیس همچنین توسط روش‌هایی چون ایمونوهیستوشیمی، واکنش زنجیره‌ای پلیمراز دی ان ای، ایمونوفلورسنت و اسکن گالیم می‌تواند قابل شناسایی باشد.

## درمان و پیش‌گیری
در پیشگیری پزشکی از سینه‌پهلو پنوموسیستیس در افراد مبتلا به کمبود ایمنی از داروهایی چون کوتریموکسازول، پنتامیدین و آتوواکئون (به انگلیسی: Atovaquone) استفاده می‌شود.
داروهای رایجی که در دوره درمان استفاده می‌شوند، شامل پنتامیدین، ترایمترکسیت (به انگلیسی: Trimetrexate)، داپسون، پریماکین، پافورامیدین (به انگلیسی: Pafuramidine) و کلیندامایسین می‌باشند، که از میان این داروها پنتامیدین اغلب به دلیل دارا بودن عوارض جانبی چون پانکراتیت، هیپوگلیسمی، راش (ضایعه پوستی)، لکوپنی، مسمومیت کبد و نارسایی کلیه کمتر تجویز می‌شود.
دورهٔ درمانی سینه‌پهلو پنوموسیستیس ۲۱ روزه می‌باشد و اغلب در طول دورهٔ درمانی از استروئید به منظور پیشگیری از ورم کردن شش‌ها استفاده می‌شود.